# Каулиц (Саксония)
Каулиц (нем. Kaulitz) — община в Германии, в земле Саксония-Анхальт.
Входит в состав района Зальцведель. Подчиняется управлению Зальцведель-Ланд. Население составляет 207 человек (на 31 декабря 2006 года). Занимает площадь 11,49 км².